# Christian Sharps
Christian Sharps (02 de janeiro de 1810 Washington, Nova Jersey — 12 de março de 1874 Vernon, Connecticut), foi um armeiro e inventor Norte americano. Entre suas invenções, destacam-se: o rifle Sharps e a derringer Sharps de quatro canos.[carece de fontes?]
Sharps foi contratado como aprendiz de armeiro no Arsenal Harpers Ferry na década de 1830. Enquanto estava na Harpers Ferry, ele foi apresentado ao rifle Hall M1819, um dos primeiros de carregamento pela culatra (retrocarga), e trabalhou para seu inventor, o Capitão John H. Hall. Sharps também adquiriu conhecimento e prática na fabricação de armas com peças totalmente intercambiáveis.